# ایستگاه حکیمی لبویچ
ایستگاه حکیمی لبویچ (انگلیسی: Hakimi Lebovic stop) یک ایستگاه قطار سبک شهری در حال ساخت در خط ۵ اگلینتون، بخشی از سیستم متروی تورنتو است.